# Jilešovice (železniční zastávka)
Jilešovice jsou železniční zastávka, která se nachází ve stejnojmenné vesnici. Leží v km 272,259 jednokolejné železniční trati Ostrava-Svinov – Opava východ.

## Popis zastávky
V zastávce je jedno bezbariérově přístupné úrovňové vnější nástupiště s délkou 170 m a nástupní hranou ve výšce 500 mm nad temenem kolejnice. Nachází se vlevo ve směru jízdy od začátku tratě (tj. od Ostravy). Zastávka je neobsazená, tj. bez možnosti zakoupení jízdenky.
Má přístřešek pro cestující. Zastávka je situována na vyšším místě, než průměrná poloha obce. Zastávka nemá návaznost na jinou dopravu.[zdroj?]

## Provoz osobní dopravy
Zastávku obsluhují v hodinovém intervalu osobní vlaky linky S1 dopravce České dráhy (na trase Opava východ – Ostrava-Svinov), veškeré osobní vlaky jsou zařazeny do integrovaného dopravního systému ODIS do tarifního pásma č. 32. Rychlíky a spěšné vlaky zastávkou projíždějí.[zdroj?]

## Cestující

### Odbavení cestujících
Zastávka nezajišťuje odbavení cestujících, jízdenka se zakupuje ve vlaku u průvodčího bez přirážky.

### Služby ve stanici
Ve stanici nejsou v provozu žádné služby.